# 伊藤達也 (地理学者)
伊藤 達也（いとう たつや、1961年 - ）は、水資源問題の研究などを専門とする日本の地理学者、法政大学文学部教授。
ダムや河口堰に関わる諸問題の「第一人者」と評される傍ら、水辺環境や地域文化、地域振興の観点から河童に注目した研究などもおこなっている。

## 経歴
愛知県出身。
1983年に金沢大学法文学部史学科地理学専攻を卒業し、1986年に同大学大学院文学研究科史学専攻地理学コース博士前期課程を修了、さらに1990年に名古屋大学大学院文学研究科史学地理学専攻人文地理学コース博士後期課程を単位取得満期退学した。
1990年に金城学院大学短期大学部専任講師となり、1994年に助教授に昇任、1997年には金城学院大学現代文化学部助教授に転じ、2002年に教授に昇任した。
2007年に、「木曽川水系の水資源問題－流域の統合管理を目指して－」により、名古屋大学大学院環境学研究科から博士（環境学）を取得した。
2008年に、法政大学文学部教授となった。

## おもな著書

### 単著
- 検証：岐阜県史問題－なぜ御嵩産廃問題は掲載されなかったのか－、ユニテ、2005年
- 水資源開発の論理－その批判的検討－、成文堂、2005年
- 木曽川水系の水資源問題－流域の統合管理を目指して－、成文堂、2006年
- 水資源計画の欺瞞－木曽川水系連絡導水路計画－、ユニテ、2008年
- 水資源問題の地理学、原書房、2023年

### 共著
- （在間正史、富樫幸一、宮野雄一との共著）水資源政策の失敗 長良川河口堰、成文堂、2003年
- （梶原健嗣との共著）長良川河口堰と八ッ場ダムを歩く、成文堂、2023年

### 共編著
- （浅野敏久との共編著）環境問題の現場から－地理学的アプローチ－、古今書院、2003年
- （土屋正春との共編著）水資源・環境研究の現在－板橋郁夫先生傘寿記念－、成文堂、2006年
- （小田宏信、加藤幸治との共編著）経済地理学への招待、ミネルヴァ書房、2020年